# 11 Armia (Cesarstwo Niemieckie)
11 Armia  (niem. 11. Armee)  – związek operacyjny Armii Cesarstwa Niemieckiego. 
Latem 1914 rozwinięto w Niemczech do etatów wojennych „pokojowe” związki operacyjne (armie). W marcu 1915 zorganizowano 11 Armię Polową i wysłano ją do walk na froncie wschodnim.
Odtworzona 30 września 1915 roku, 11 Armia walczyła na froncie salonickim. 21 września 1918 rozpoczęła odwrót na północ, przez Serbię na Węgry.

## Struktura organizacyjna
Skład od marca do 20 września 1915:
- dowództwo armii
- Korpus Gwardii
- X Korpus Armijny
- XXXXI Rezerwowy Korpus Armijny
- 8 Bawarska Dywizja Rezerwowa